# Одинець Олексій Сергійович
Олексій Сергійович Одинець (народився 24 березня 1929 р. в Києві — помер 21 липня 2019 в Києві) — український кінорежисер.  

## Життєпис
Народився в родині науковця. Батько, Сергій Одинець, репресований радянською владою, розстріляний в 1937.
Закінчив історичний факультет Вінницького педагогічного інституту (1951) та Школу-студію МХАТу (1958). Перший режисер в Україні, який почав працювати в жанрі документального відео. Співробітник Національної телерадіокомпанії України. Очолював творчу групу відеофільмів і особливо важливих програм.
По закінченні 1958 року Школи-студії МХАТ О. С. Одинець працює у Київському театрі ім. Лесі Українки актором та асистентом режисера. Водночас на київській студії телебачення налагоджує співробітництво спочатку як актор-виконавець, а згодом стає режисером-постановником. Працюючи у театрі, створив 6 телевистав.
Після постановки «Факела» драматурга Ігнатія Дворецького 1973 року колегія Держтелерадіо УРСР запропонувала О.Одинцю здійснити за цим матеріалом постановку фільму на студії «Укртелефільм».
Тієї ж пори,1973 року, О.Одинець перейшов працювати на телебачення.
З 1975 року працює головним режисером студії, редакції, творчого об'єднання. О.Одинець поставив понад десяток телевистав. Цікава деталь: О.Одинець виявився першим з українських режисерів, хто розробив на УТ новий жанр — український документальний відеофільм. Загалом О.Одинець як режисер-постановник відзняв понад 10 відеофільмів. З-поміж них низка презентаційних про Україну;«Путь неторована» (про першого Президента України Л. М. Кравчука), «Симфонія Закарпаття», «Вперед, до минулого!» (до річниці першої телепередачі Київського телецентру), трилогія відеофільмів «Хто ми?»(про молоду українську державу, у співпраці з Володимиром Горпенком). Режисер-постановник Олексій Одинець розробив низку організаційно-творчих методів щодо здійснення прямих телевізійних трансляцій особливо важливих подій . Зокрема йдеться про релігійні трансляції до 1000 — річчя християнства, відкриття меморіалу ВВВ.Саме тоді вперше на українському телебаченні режисер О.Одинець транслював передачу, задіявши 18 телекамер.
З 1976 року О.Одинець також співпрацює з кінофакультетом Київського театрального інституту ім. І. К. Карпенка-Карого як художній керівник курсу телережисерів.
З 2007–2008 навчального року він цілком віддається педагогічній роботі. Учні О.Одинця працюють практично на всіх телестудіях України. Серед вихованців майстра не лише випускники університету. Нині у художнього керівника Олексія Одинця навчаються також його підопічні з творчої групи «Перспектива», слухачі курсів підвищення кваліфікації Укртелерадіоінституту, відвідувачі майстер-класів. Митець регулярно проводить майстер-класи, працюючи членом журі фестивалів, або за спеціальними запрошеннями обласних телестудій. Творчі роботи режисера О.Одинця (відеофільми «Не питай, за ким сумує дзвін», «Легенди Синевіру» тощо) є лауреатами міжнародних та всеукраїнських конкурсів телепрограм. О.Одинець веде науково-дослідну роботу, розробив оригінальні методи викладання режисури телебачення, склав навчальні програми щодо режисури телебачення, є автором спецсемінарів з режисури.
Учена Рада університету рекомендувала до друку, а 2011 року побачив світ авторський доробок О.Одинця- підручник «Режисура телебачення» для студентів 1 −4 курсу навчання за освітнім рівнем «Бакалавр». Зараз О.Одинець працює над підручником з режисури телебачення для студентів 5 курсу, що відповідає науковим рівням «Спеціаліст» та «Магістр».
Член Національної Спілки кінематографістів України.

## Відзнаки
- Заслужений працівник культури України з 1988року.

Нагороди:
- Почесні грамоти Кабінету Міністрів України (2001 р.),Верховної Ради України (2002 р.),
- Відзнака 3 ступеня Державного комітету телебачення і радіомовлення України (2005 р.),
- Орден Святого Нестора літописця від УПЦ (2007 р.),
- Почесні дипломи Держтелерадіо України.
- Почесний працівник національного телебачення України (2004 р.).